# Франко Роланд Тарасович
Рола́нд Олександр Тара́сович Франко́ (28 березня 1932, Львів — 11 серпня 2021, Київ) — український учений-інженер, дипломат, громадський діяч, онук та популяризатор творчості Івана Франка. Кандидат технічних наук. Голова правління Міжнародного фонду Івана Франка.

## Життєпис
Син Тараса Франка, молодший брат Зиновії Франко, онук Івана Франка. При хрещенні отримав подвійне ім'я — Роланд-Олександр. Навчався в середніх школах Львова та Станіславова, згодом — на нафтовому факультеті Львівського політехнічного інституту, а після переїзду до Києва у 1950 р. — на гірничому факультеті Київського політехнічного інституту.
На початку 1950-х років Роланд Франко був запідозрений (разом із колишніми однокласниками) у створенні підпільної націоналістичної організації, після чого його двічі викликали в МДБ. Від арешту та ув'язнення його врятувало тільки дідове ім'я.

## Наукова діяльність
Після закінчення інституту (1954 р.) працював старшим інженером технічного управління Міністерства місцевої паливної промисловості УРСР, згодом — секретарем Науково-технічної ради міністерства. Потім понад тридцять років віддав праці в Київському інституті автоматики, де закінчив аспірантуру, захистив кандидатську дисертацію та пройшов усі посади — від наукового співробітника до заступника генерального директора. З 1972 по 1978 рр. очолював Всесоюзний науково-дослідний інститут аналітичного приладобудування, що виокремився з Інституту автоматики, відтак повернувся на попередню посаду. Автор близько 50 праць у галузі автоматичного регулювання та приладобудування.

## На дипломатичній роботі
Протягом 1993—1996 рр. на запрошення МЗС України перебував на дипломатичній службі — був радником із питань науки в Посольстві України у Великій Британії. 1996 року завдяки клопотанням Роланда Франка Україна за символічну суму в 1 фунт стерлінгів одержала від Британського міністерства закордонних справ науково-дослідну станцію «Фарадей» (нині станція «Академік Вернадський») в Антарктиці. Перша Українська експедиція прибула на станцію 18 грудня 1994 року, яка і назвала Роланда Франка «хресним батьком української антарктичної станції».

## Громадська робота
У 1997 р. — заступник голови правління Всеукраїнського фонду відтворення видатних пам'яток історико-архітектурної спадщини імені О. Гончара.
Протягом 1997—2001 рр. — віце-президент, згодом завідувач відділу міжнародних відносин (до 2008 р.), відтак консультант президента Міжнародного науково-технічного університету імені академіка Ю. Бугая.
Член правління Національної спілки краєзнавців України (2008—2017). Лауреат Премії імені академіка Петра Тронька (2015).
З 2015 року — голова правління Міжнародного фонду Івана Франка.

## Популяризатор спадщини Івана Франка
Активний учасник заходів, присвячених ушануванню пам'яті Івана Франка, в Києві, Львові, Дрогобичі, с. Нагуєвичах тощо. 28 травня 1999 р. брав участь у відкритті погруддя І. Франка у Відні. Один з ініціаторів створення «Літературного музею Івана Франка на Дніпрі» в с. Халеп'я Обухівського району Київської області (відкрито 27 жовтня 2010 р.) та Музею І. Франка в Києві. Співзасновник літературного конкурсу ім. І. Я. Франка серед школярів Дрогобиччини (2011).
Заснував Міжнародну премію імені Івана Франка, яка вручається за вагомі здобутки та значні заслуги науковців у галузі україністики та соціально-гуманітарних наук. Премію засновано з метою сприяння всеохоплюючому вивченню творчої, наукової, громадської діяльності Івана Франка і заохочення вчених з різних країн світу до проведення актуальних досліджень у галузі соціально-гуманітарних наук та україністики, що увиразнюють гуманістичний, національний, духовний, державотворчий сенс для пізнання та утвердження наукової і культурної спадщини України у світовому контексті.
За ініціативи Роланда Франка створено квартиру-музей родини Івана Франка в Києві, 25 листопада 2016 року відбулося урочисте відкриття. Музейний заклад створено в будинку, куди в 1950 році радянська влада добровільно-примусово переселила родину Тараса Франка зі Львова. Музей складається з п'яти залів, де містяться архівні документи, фотографії з сімейного архіву, частково відображено побут родини, предмети інтер'єру, листи, машинописи та малюнки. Також представлено експозицію, присвячену Іванові Франку, який перебував у Києві тричі (у 1885, 1886 і 1909 роках), та його дітям: Андрію, Петру, Тарасу та Анні, життя яких пов'язане з Києвом.
У 2017 році за ініціативи Роланда Франка було засновано Всеукраїнський учнівський літературно-мистецький конкурс «Стежками Каменяра». Конкурс проводиться щороку для школярів у чотирьох номінаціях і двох вікових категоріях — 6-11 років та 12-16 років: «Проза», «Поезія», «Драматургія» та «Краща ілюстрація до творів Івана Франка».
Помер 11 серпня 2021 року у віці 89 років у Києві. Прощання пройшло 13 серпня в Інституті філології Київського національного університету імені Тараса Шевченка, а поховали його, згідно з заповітом, в одній могилі з батьками та дружиною на Байковому кладовищі (ділянка № 1).
У 2022 році у Києві Фонд Франка презентував збірку споминів про останнього онука українського класика – Роланда-Олександра Франка. Книжка містить мемуарні матеріали Франкового онука, де згадуються окремі епізоди його життя, унікальні світлини з родинного архіву Франків, а також спогади людей, життєвий шлях котрих так чи інакше перетинатися з Роландом Франком.

### Інтерв'ю
- Роланд Франко, голова правління Міжнародного фонду Івана Франка
- Онук Івана Франка Роланд Франко: «Що я родич письменника, ніколи не афішував»
- Роланд Франко про діда: «Потрібно показати Європі Івана Франка справжнього»
- Онук Франка: «Баба з Хрущовим говорила гостро» [Архівовано 11 серпня 2021 у Wayback Machine.]
- Онук поета Каменяра — Роланд Франко: «Якось пізно восени дід пройшов під конвоєм босоніж майже 200 кілометрів»